# 6827 Wombat
6827 Wombat este o planetă minoră (asteroid), cu un diametru de 7,842 km, din centura de asteroizi. A fost descoperită pe 27 septembrie 1990 la Nihondaira Observatory⁠(d) de Takeshi Urata și a fost numită după Vombatidae. 
Obiectul prezintă o orbită caracterizată de o semiaxă mare de 2,5978508 UAi, o excentricitate de 0,15, o înclinație de 12,89695 ° în raport cu ecliptica.